# ناساورکی (ناحیه وستی ناد اورلیتسی)
ناساورکی (به چکی: Nasavrky) یک منطقهٔ مسکونی در جمهوری چک است که در ناحیه اوستی ناد اورلیتسی واقع شده‌است. ناساورکی ۱٫۳۲ کیلومتر مربع مساحت و ۱۴۴ نفر جمعیت دارد و ۳۴۵ متر بالاتر از سطح دریا واقع شده‌است.